# Campagna-de-Sault
Campagna-de-Sault (Campanha de Saut ou Campanhan, em occitano) é uma comuna francesa na região administrativa de Occitânia, no departamento de Aude. Estende-se por uma área de 10,4 km². Em 2010 a comuna tinha 19 habitantes (densidade: 1,8 hab./km²).